# 2022 en radio
Cet article est une chronologie thématique, pour des articles plus généraux, voir Histoire de la radio et Radiodiffusion.
Cet article concerne uniquement les stations de radio, ne prenant en compte ni les webradios ni les podcasts.
| Années de la radio : 2019 - 2020 - 2021 - 2022 - 2023 - 2024 - 2025    |
| Décennies de la radio : 1990 - 2000 - 2010 - 2020 - 2030 - 2040 - 2050 |

Cet article a pour but de présenter de façon synthétique toute l'année 2022 à la radio, et cela pour tous les pays du monde. On ne retiendra en général que l'actualité des radios de caractère national ou international, afin de ne pas se perdre dans les détails des radios locales.

## Stations de radio dans le monde

### Disparition en 2022
- 3 mars : la station de radio radio russe Écho de Moscou se saborde après que le Kremlin l'a interdite d'antenne deux jours plus tôt en raison de sa couverture de l'Invasion de l'Ukraine par la Russie[1].
- 31 décembre : Disparation de Virgin Radio, remplacée par Europe 2, 15 ans après l'avoir remplacée[2].

## Actualité du média radio en 2022

### Événements politiques
- 1er janvier : création de l'ARCOM, fusion de du Conseil supérieur de l'audiovisuel et d'Hadopi.

### Événements économiques
- 1er janvier : En France, suppression au  de la redevance audiovisuelle, voté de manière rétroactive en septembre de la même année par le projet de loi de finance rectificatif 2022.

### Événements sociétaux
- 7 mars : Guillaume Meurice, chroniqueur pour France Inter, obtient un total de six parrainages[3] pour l’élection présidentielle française de 2022 à la suite de son annonce humoristique de candidature[4].
- 24 avril : Les ondes hertziennes de France Inter sont piratées pour la seconde fois en 15 jours à Paris[5].

### Événements culturels
- 21 juin : à l'occasion du 40e anniversaire de la Fête de la musique, Radio France organise une « traversée de Paris en Musique » avec différents concerts[6].

## Conférences, séminaires, salons et festivals en 2022
- 13 février : la journée mondiale de la radio de l'UNESCO a pour thème la confiance[7].

## Nominations aux postes-clés et départs en 2022
- 23 février : nomination d'Adèle Van Reeth à la direction de France Inter à partir de la rentrée 2022, en remplacement de Laurence Bloch[8].

## Anniversaires en 2022
- 18 octobre : La British Broadcasting Corporation, plus ancien diffuseur national au monde, fête ses 100 ans.